# Lepthyphantes bituberculatus
Lepthyphantes bituberculatus là một loài nhện trong họ Linyphiidae.
Loài này thuộc chi Lepthyphantes. Lepthyphantes bituberculatus được Robert Bosmans miêu tả năm 1978.